# Банк Десуз ет Деси
Банк Десуз ет Деси (фр. Benque-Dessous-et-Dessus) насеље је и општина у јужној Француској у региону Миди Пирене, у департману Горња Гарона која припада префектури Сен Годан.
По подацима из 2011. године у општини је живело 25 становника, а густина насељености је износила 6,72 становника/km². Општина се простире на површини од 3,72 km². Налази се на средњој надморској висини од 1084 метара (максималној 1.805 m, а минималној 800 m).

## Демографија
| 1962. | 1968. | 1975. | 1982. | 1990. | 1999. | 2011. |
| ----- | ----- | ----- | ----- | ----- | ----- | ----- |
| 54    | 55    | 33    | 32    | 33    | 19    | 25    |

График промене броја становника у току последњих година